# ダイナフェアリー
ダイナフェアリー（欧字名:Dyna Fairy、1983年4月30日 - 2015年1月28日）は、日本の競走馬、繁殖牝馬。主な勝ち鞍に1986年の京成杯、牝馬東京タイムズ杯、1987年のオールカマー、エプソムカップ、新潟記念。
繁殖牝馬としては、サマーサスピション、ローゼンカバリーといった重賞優勝馬を送り出した。

## 競走馬時代
同期には牝馬三冠馬メジロラモーヌ、ダイナアクトレス等がおり、特に同父で同馬主のダイナアクトレスとは、ダイナの二大牝馬として相互に補完し合うように活躍した。
デビューは3歳10月、東京競馬場の新馬戦で初戦勝利。続く3歳牝馬ステークスではメジロラモーヌから3馬身半差の2着と敗れたが、4歳初戦の京成杯では、この年の皐月賞馬ダイナコスモス、後のマイル王ニッポーテイオー等を破って初重賞を手にした。しかしクラシック初戦の桜花賞で17着と大敗すると以後はマイル〜中距離路線を進み、秋には古馬を抑えて牝馬東京タイムズ杯を制し、二つ目の重賞を制覇した。その後、ダイナアクトレスがエリザベス女王杯を前に戦線離脱したことにより、メジロラモーヌの牝馬三冠を阻止すべく、当初予定になかった女王杯に出走し、4着となった。
5歳以降も中距離重賞路線で活躍したが、ダイナアクトレスが復帰した春のマイルGI安田記念には出走せず、エプソムカップに進みこれを勝利した。夏から秋にかけて新潟記念、オールカマーを連勝。通常ならこの後は天皇賞・秋に進むローテーションだったが、秋緒戦にマイル戦で世界レコードを出したアクトレスが天皇賞へ進み、フェアリーは短距離戦のスワンステークスを経てマイルチャンピオンシップへ進んだ。この競走でニッポーテイオーの5着となって、これを最後に競走馬を引退。繁殖牝馬となった。

## 競走成績
以下の内容は、netkeiba.comおよびJBISサーチに基づく。
| 競走日     | 競馬場 | 競走名               | 格   | 距離（馬場）  | 頭 数 | 枠 番 | 馬 番 | オッズ （人気） | 着順 | タイム （上り） | 着差 | 騎手      | 斤量 [kg] | 1着馬（2着馬）         | 馬体重 [kg] |
| ---------- | ------ | -------------------- | ---- | ------------- | ----- | ----- | ----- | --------------- | ---- | --------------- | ---- | --------- | --------- | ---------------------- | ----------- |
| 1985.11.09 | 東京   | 3歳新馬              |      | 芝1400m（稍） | 10    | 7     | 8     | 002.50（1人）   | 01着 | R1:25.00000000  | -0.4 | 0仁平健二 | 53        | （スーパーショット）   |             |
| 0000.12.14 | 中山   | テレビ東京賞3歳牝馬S | GIII | 芝1600m（良） | 13    | 4     | 5     | 008.90（3人）   | 02着 | R1:35.50000000  | -0.6 | 0増沢末夫 | 53        | メジロラモーヌ         |             |
| 1986.01.12 | 中山   | 京成杯               | GIII | 芝1600m（良） | 11    | 7     | 8     | 003.90（2人）   | 01着 | R1:35.1（37.0） | -0.6 | 0増沢末夫 | 53        | （ニッポーテイオー）   | 420         |
| 0000.02.09 | 中京   | きさらぎ賞           | GIII | 芝1800m（良） | 11    | 6     | 6     | 002.00（1人）   | 03着 | R1:51.2（38.2） | -0.4 | 0南井克巳 | 54        | フミノアプローズ       | 420         |
| 0000.03.16 | 阪神   | 報知杯4歳牝馬特別    | GII  | 芝1400m（稍） | 17    | 6     | 11    | 004.40（2人）   | 04着 | R1:24.8（49.1） | -0.9 | 0増沢末夫 | 54        | メジロラモーヌ         | 422         |
| 0000.04.06 | 阪神   | 桜花賞               | GI   | 芝1600m（良） | 22    | 3     | 8     | 006.40（2人）   | 17着 | R1:38.3（51.9） | -2.5 | 0増沢末夫 | 55        | メジロラモーヌ         | 414         |
| 0000.05.24 | 東京   | NZT4歳S              | GIII | 芝1600m（良） | 7     | 3     | 3     | 005.70（4人）   | 02着 | R1:37.4（48.7） | -0.6 | 0柴崎勇   | 54        | ニッポーテイオー       | 416         |
| 0000.06.22 | 福島   | ラジオたんぱ賞       | GIII | 芝1800m（良） | 13    | 8     | 13    | 005.30（3人）   | 09着 | 01:49.4（38.3） | -1.6 | 0増沢末夫 | 54        | ダイナコスモス         | 416         |
| 0000.10.12 | 東京   | 牝馬東京タイムズ杯   | GIII | 芝1600m（稍） | 9     | 6     | 6     | 009.30（5人）   | 01着 | R1:35.3（46.2） | -0.1 | 0仁平健二 | 53        | （アイランドゴッテス） | 424         |
| 0000.11.02 | 京都   | エリザベス女王杯     | GI   | 芝2400m（良） | 19    | 4     | 9     | 014.50（4人）   | 04着 | R2:29.5（46.9） | -0.4 | 0岩元市三 | 55        | メジロラモーヌ         | 428         |
| 0000.11.30 | 東京   | ダービー卿CT         | GIII | 芝1600m（良） | 14    | 7     | 12    | 004.30（1人）   | 11着 | R1:34.5（37.1） | -0.9 | 0増沢末夫 | 54        | スズパレード           | 428         |
| 1987.01.05 | 中山   | 金杯（東）           | GIII | 芝2000m（稍） | 16    | 5     | 9     | 009.40（5人）   | 02着 | R2:02.7（36.4） | -0.1 | 0増沢末夫 | 54        | トチノニシキ           | 428         |
| 0000.02.08 | 東京   | 東京新聞杯           | GIII | 芝1600m（良） | 11    | 5     | 5     | 006.90（2人）   | 06着 | R1:35.8（48.2） | -0.7 | 0増沢末夫 | 56        | エビスジョウジ         | 426         |
| 0000.03.01 | 中山   | 中山牝馬S            | GIII | 芝1800m（良） | 11    | 3     | 3     | 005.30（3人）   | 02着 | R1:48.9（36.1） | -0.1 | 0増沢末夫 | 56        | カツダイナミック       | 426         |
| 0000.06.14 | 東京   | エプソムC            | GIII | 芝1800m（良） | 11    | 8     | 10    | 002.50（1人）   | 01着 | R1:48.1（47.6） | -0.2 | 0増沢末夫 | 55        | （ハーバークラウン）   | 434         |
| 0000.07.12 | 福島   | 七夕賞               | GIII | 芝2000m（良） | 11    | 8     | 10    | 002.70（1人）   | 02着 | R2:00.5（37.2） | -0.2 | 0増沢末夫 | 56.5      | ダイナシュート         | 424         |
| 0000.08.30 | 新潟   | 新潟記念             | GIII | 芝2000m（良） | 9     | 1     | 1     | 004.40（3人）   | 01着 | R2:01.9（34.9） | -0.1 | 0増沢末夫 | 56.5      | （カシマキング）       | 440         |
| 0000.09.20 | 中山   | オールカマー         | GIII | 芝2200m（良） | 14    | 8     | 14    | 003.90（2人）   | 01着 | R2:14.5（35.1） | -0.0 | 0増沢末夫 | 55        | （ガルダン）           | 436         |
| 0000.11.01 | 京都   | スワンS              | GII  | 芝1400m（稍） | 16    | 1     | 1     | 004.80（2人）   | 05着 | R1:23.6（48.9） | -0.8 | 0武豊     | 55        | ポットテスコレディ     | 428         |
| 0000.11.22 | 京都   | マイルCS             | GI   | 芝1600m（良） | 13    | 8     | 13    | 016.50（5人）   | 05着 | R1:36.4（49.6） | -1.5 | 0武豊     | 55        | ニッポーテイオー       | 422         |

## 繁殖牝馬時代
繁殖牝馬として非常に仔出しが良く、前述のサマーサスピション、ローゼンカバリーをはじめ、2007年に繁殖を引退するまでに15頭の産駒を送り出した。また繁殖入りした2番仔ダイイチリカーの孫にドリームシグナルとホクトスルタン、3番仔セプテンバーソングの孫にアイアンテーラー、8番仔サマーベイブの孫にアークヴィグラスがおり、孫以降の世代からも重賞馬を輩出した。ダイナフェアリー自身は繁殖牝馬引退後に功労馬繋養展示事業の助成を受け、北海道池田町の新田牧場、次いで平取町のスガタ牧場で余生を送った。2015年1月28日、老衰のため逝去。
2018年12月2日、セプテンバーソングの曾孫でアイアンテーラーの甥にあたるルヴァンスレーヴがチャンピオンズカップを制し、牝系子孫として初めてJRAのGI競走を制覇。2年後の2020年12月6日には同じくアイアンテーラーの甥でルヴァンスレーヴのいとこにあたるチュウワウィザードがチャンピオンズカップを制し、牝系子孫のGI2勝目を挙げている。

## 繁殖成績
|        | 馬名                   | 生年   | 性     | 毛色   | 父                 | 馬主                             | 厩舎                           | 戦績                    | 主な勝ち鞍                                                                              |
| ------ | ---------------------- | ------ | ------ | ------ | ------------------ | -------------------------------- | ------------------------------ | ----------------------- | --------------------------------------------------------------------------------------- |
| 初仔   | エルフィッシュ         | 1989年 | 牝     | 鹿毛   | リアルシャダイ     |                                  |                                | （不出走・繁殖）        |                                                                                         |
| 2番仔  | ダイイチリカー         | 1990年 | 牝     | 鹿毛   | リアルシャダイ     | 辻本春雄                         | 栗東・伊藤雄二                 | 20戦4勝（引退・繁殖）   |                                                                                         |
| 3番仔  | セプテンバーソング     | 1991年 | 牝     | 鹿毛   | リアルシャダイ     | 齊藤四方司                       | 美浦・鈴木康弘                 | 28戦3勝（引退・繁殖）   |                                                                                         |
| 4番仔  | サマーサスピション     | 1992年 | 牡     | 黒鹿毛 | サンデーサイレンス | （有）社台レースホース           | 美浦・鈴木康弘                 | 9戦2勝（引退・種牡馬）  | 1995年青葉賞                                                                            |
| 5番仔  | ローゼンカバリー       | 1993年 | 牡     | 黒鹿毛 | サンデーサイレンス | （有）社台レースホース           | 美浦・鈴木康弘                 | 33戦7勝（引退・種牡馬） | 1996年セントライト記念 1997年アメリカジョッキークラブカップ 1997年日経賞 1999年目黒記念 |
| 6番仔  | パルシファル           | 1995年 | 牡     | 鹿毛   | サンデーサイレンス | （有）社台レースホース           | 美浦・鈴木康弘                 | 3戦2勝（引退）          |                                                                                         |
| 7番仔  | ミッドサマーデイ       | 1996年 | 牡     | 黒鹿毛 | サンデーサイレンス | （有）社台レースホース           | 美浦・鈴木康弘                 | 2戦0勝（引退）          |                                                                                         |
| 8番仔  | サマーベイブ           | 1997年 | 牝     | 黒鹿毛 | トニービン         | （有）社台レースホース           | 美浦・鈴木康弘                 | 8戦2勝（引退・繁殖）    |                                                                                         |
| 9番仔  | ベレロフォン           | 1998年 | 牡     | 鹿毛   | ブライアンズタイム | （有）社台レースホース           | 美浦・鈴木康弘                 | （不出走）              |                                                                                         |
| 10番仔 | エルフランド           | 1999年 | 牝     | 栗毛   | サンデーサイレンス | （有）サンデーレーシング         | 美浦・鈴木康弘                 | 3戦0勝（引退）          |                                                                                         |
| 11番仔 | ティティス             | 2000年 | 牝     | 鹿毛   | エリシオ           | （有）社台レースホース           | 美浦・鈴木康弘                 | 9戦1勝（引退・繁殖）    |                                                                                         |
| 12番仔 | スヴァローグ           | 2001年 | 牡     | 鹿毛   | サンデーサイレンス | （有）社台レースホース           | 美浦・鈴木康弘                 | 1戦1勝（引退）          |                                                                                         |
| 13番仔 | スムーズセイリング     | 2003年 | 牝     | 鹿毛   | クロフネ           | （有）社台レースホース           | 美浦・鈴木康弘                 | （不出走・繁殖）        |                                                                                         |
| 14番仔 | ダイナフェアリーの2005 | 2005年 | 牡     | 黒鹿毛 | ウォーエンブレム   |                                  |                                | （不出走）              |                                                                                         |
| 15番仔 | アーリンダル           | 2006年 | 牡     | 栗毛   | アグネスタキオン   | （有）社台レースホース           | 美浦・鈴木康弘                 | 8戦2勝（引退）          |                                                                                         |
| 16番仔 | ラストノート           | 2007年 | 牡 →騸 | 鹿毛   | ステイゴールド     | （有）社台レースホース →前迫義幸 | 美浦・鈴木康弘 →金沢・金田一昌 | 149戦16勝（引退）       |                                                                                         |

## 血統表
| ダイナフェアリーの血統                               | ダイナフェアリーの血統                                            | ダイナフェアリーの血統                                            | （血統表の出典）                                                  | （血統表の出典） |
| 父系                                                 | ノーザンダンサー系                                                | ノーザンダンサー系                                                | ノーザンダンサー系                                                | [ § 2 ]          |
| 父 *ノーザンテースト Northern Taste 1971 栗毛 カナダ | 父の父Northern Dancer 1961 鹿毛 カナダ                            | Nearctic                                                          | Nearco                                                            | Nearco           |
| 父 *ノーザンテースト Northern Taste 1971 栗毛 カナダ | 父の父Northern Dancer 1961 鹿毛 カナダ                            | Nearctic                                                          | Lady Angela                                                       |                  |
| 父 *ノーザンテースト Northern Taste 1971 栗毛 カナダ | 父の父Northern Dancer 1961 鹿毛 カナダ                            | Natalma                                                           | Native Dancer                                                     | Native Dancer    |
| 父 *ノーザンテースト Northern Taste 1971 栗毛 カナダ | 父の父Northern Dancer 1961 鹿毛 カナダ                            | Natalma                                                           | Almahmoud                                                         |                  |
| 父 *ノーザンテースト Northern Taste 1971 栗毛 カナダ | 父の母Lady Victoria 1962 黒鹿毛 カナダ                            | Victoria Park                                                     | Chop Chop                                                         | Chop Chop        |
| 父 *ノーザンテースト Northern Taste 1971 栗毛 カナダ | 父の母Lady Victoria 1962 黒鹿毛 カナダ                            | Victoria Park                                                     | Victoriana                                                        |                  |
| 父 *ノーザンテースト Northern Taste 1971 栗毛 カナダ | 父の母Lady Victoria 1962 黒鹿毛 カナダ                            | Lady Angela                                                       | Hyperion                                                          | Hyperion         |
| 父 *ノーザンテースト Northern Taste 1971 栗毛 カナダ | 父の母Lady Victoria 1962 黒鹿毛 カナダ                            | Lady Angela                                                       | Sister Sarah                                                      |                  |
| 母 ファンシーダイナ 1978 鹿毛 日本                   | 母の父*シーホーク Sea Hawk 1963 芦毛 フランス                     | Herbager                                                          | Vandale                                                           | Vandale          |
| 母 ファンシーダイナ 1978 鹿毛 日本                   | 母の父*シーホーク Sea Hawk 1963 芦毛 フランス                     | Herbager                                                          | Flagette                                                          |                  |
| 母 ファンシーダイナ 1978 鹿毛 日本                   | 母の父*シーホーク Sea Hawk 1963 芦毛 フランス                     | Sea Nymph                                                         | Free Man                                                          | Free Man         |
| 母 ファンシーダイナ 1978 鹿毛 日本                   | 母の父*シーホーク Sea Hawk 1963 芦毛 フランス                     | Sea Nymph                                                         | Sea Spray                                                         |                  |
| 母 ファンシーダイナ 1978 鹿毛 日本                   | 母の母*ファンシミン Fancimine 1967 芦毛 アメリカ                  | Determine                                                         | Alibhai                                                           | Alibhai          |
| 母 ファンシーダイナ 1978 鹿毛 日本                   | 母の母*ファンシミン Fancimine 1967 芦毛 アメリカ                  | Determine                                                         | Koubis                                                            |                  |
| 母 ファンシーダイナ 1978 鹿毛 日本                   | 母の母*ファンシミン Fancimine 1967 芦毛 アメリカ                  | Fanciful Miss                                                     | King Dorsett                                                      | King Dorsett     |
| 母 ファンシーダイナ 1978 鹿毛 日本                   | 母の母*ファンシミン Fancimine 1967 芦毛 アメリカ                  | Fanciful Miss                                                     | Hianne                                                            |                  |
| 母系(F-No.)                                          | (FN:9-f)                                                          | (FN:9-f)                                                          | (FN:9-f)                                                          | [ § 3 ]          |
| 5代内の近親交配                                      | Lady Angela4×3=18.75%（父内） Hyperion5*4×5=12.50% Mahmoud9.38%） | Lady Angela4×3=18.75%（父内） Hyperion5*4×5=12.50% Mahmoud9.38%） | Lady Angela4×3=18.75%（父内） Hyperion5*4×5=12.50% Mahmoud9.38%） | [ § 4 ]          |
| 出典                                                 | 1. 2. 3. 4.                                                       | 1. 2. 3. 4.                                                       | 1. 2. 3. 4.                                                       | 1. 2. 3. 4.      |

従姉に重賞2勝のダイナマイン、同3勝のダイナシュートがおり、それぞれの産駒に1993年、1994年のJRA賞最優秀障害馬ブロードマインド、2005年の高松宮記念優勝馬アドマイヤマックスや、マストビーラヴド（アドマイヤマックスの全姉。ラインクラフトの母）がいる。